# Kulturpolitik

## Definitioner

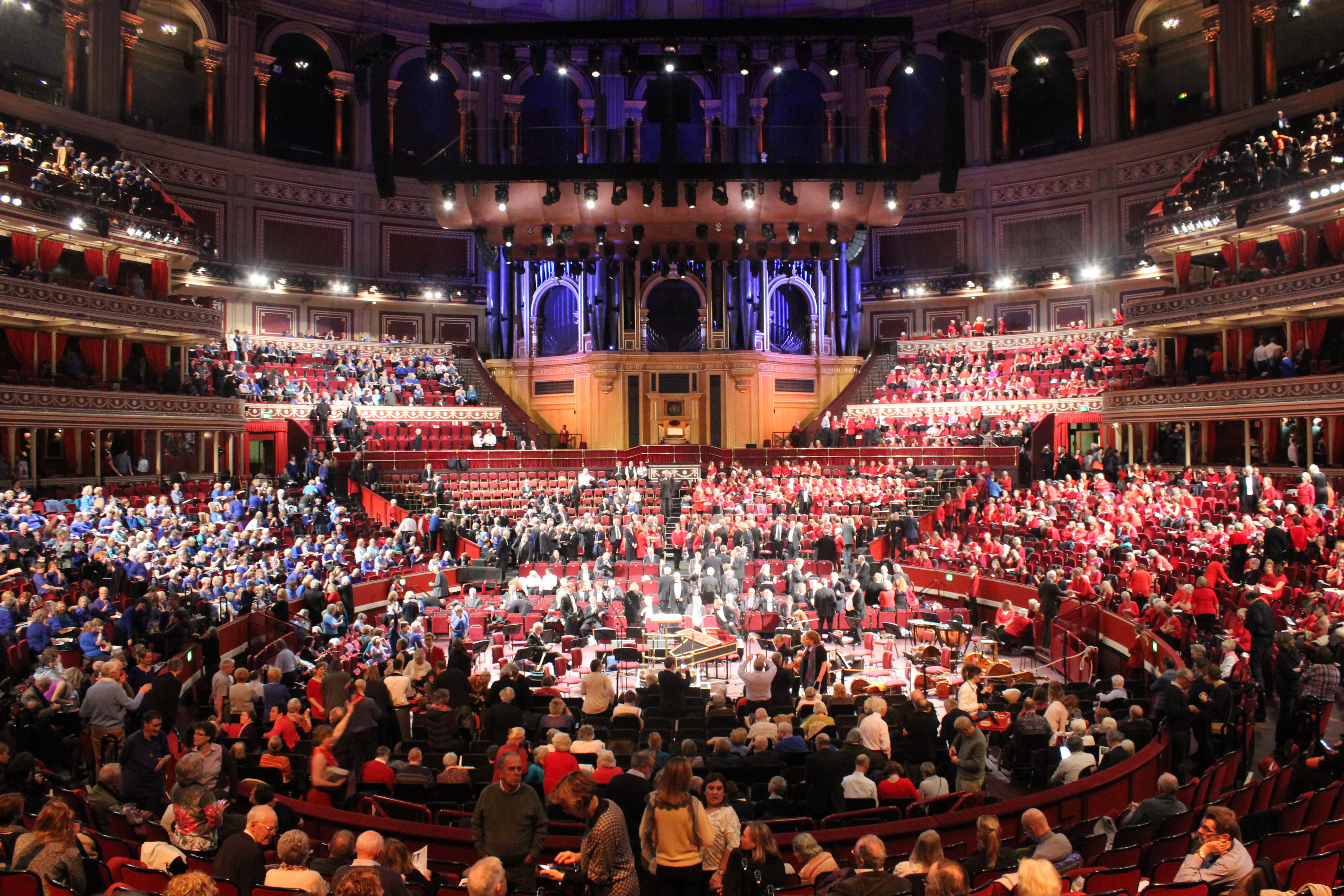
Royal Albert Hall, London

Kulturpolitik omfattar politiska initiativ, åtgärder och lagar som reglerar, skyddar, uppmuntrar och stöttar aktiviteter relaterade till konstnärliga och kreativa sektorer, såsom bland annat bild- och formkonst, scen- och filmkonst, musik och litteratur, och kultur som kan omfatta aktiviteter relaterade till språk, kulturarv och mångfald. Med kulturpolitik avses vanligen politik inom den statliga, nationella, politiska nivån men även subnationella politiska enheter, som delstater, regioner, provinser, kommuner och städer, kan ha kulturpolitiska mål och handlingsprogram.
I allmänhet handlar kulturpolitik om att regeringar inrättar processer, juridiska klassificeringar, regler, lagstiftning och institutioner (t.ex. gallerier, museer, bibliotek, operahus etc.) som främjar och underlättar kulturell mångfald och kreativa uttryck inom en rad konstformer och kreativa aktiviteter. Kulturpolitiken varierar från ett land till ett annat, men i allmänhet syftar det till att förbättra tillgängligheten för konst och kreativa aktiviteter för medborgarna och främja konstnärliga, musikaliska, etniska, lingvistiska, litterära och andra uttryck för alla människor i ett land.
Exempel på kulturpolitiska åtgärder på nationell nivå kan inkludera allt från att vara huvudman för konstnärliga utbildningar och nationella institutioner som teatrar, musikscener eller konstmuseer till att dela ut olika former av stöd, vanligtvis finansiella, i form av stipendier, projektstöd eller näringsbidrag, till kulturföreningar, enskilda konstnärer eller konstnärliga projekt, eller satsningar som rör nationella minoriteter.
Myndigheten för kulturanalys skrev 2019 att kulturpolitik är en gemensam rubrik under vilken det kan göras en distinktion mellan begreppen::25
- konstnärspolitik – "de specifika åtgärder som inriktats på kulturskaparnas och de konstnärliga utövarnas villkor"
- konstpolitik – "förutsättningarna för de konstnärliga uttryckens utveckling"
- kulturpolitik – "åtgärder som görs för förmedlandet av konst och kultur i syfte att nå så många [som möjligt]"

## Kulturpolitiska modeller
Forskningen om nationella kulturpolitiska strukturer och statligt stöd till konst och kultur har lett till utvecklingen av kulturpolitiska modeller och typologier. En kulturpolitisk typologi som fått stor genomslagskraft i forskningen presenterades av Harry Hillman-Chartrand och Claire McCaughey 1989. Typologin består av fyra kulturpolitiska modeller som utgår från principen om armlängds avstånd och ekonomiska faktorer. Modellerna beskrivs kortfattat av Alen Doracic och Petter Edlund i deras magisteruppsats från 2005:
- Tillrättaläggaren innebär att staten inte har en aktiv roll i finansieringen av konsten, däremot uppmuntrar staten, och förlitar sig på att privata aktörer, företag och organisationer ska göra det.
- Mecenatmodellen. I den stöttar staten indirekt konsten genom ett konstråd som tillhandahåller en årlig budget från regeringen. Alla beslut rörande vilka som ska erhålla bidrag tas av konstrådet. Staten har ingen officiell påverkan på vilka beslut rådet tar. Styrelsen i konstrådet, som dock är tillsatt av regeringen, förväntas oavsett vilken politisk färg regeringen har, arbeta oberoende denna. Konstrådet fungerar med andra ord som ett så kallat armlängdsorgan.
- Arkitektmodellen. Här tenderar konsten att ingå i ett större kulturbegrepp och i ett vidare politiskt sammanhang på ett annat sätt än i de tidigare modellerna. Fokus ligger inte på samma sätt på professionellitet och kvalitativ konst, utan mer som en del i statens välfärdspolitik som ska gynna allmänhetens bästa.
- Ingenjören skiljer sig från de andra modellerna då stater inom ingenjörsmodellen inte har en politik som bygger på liberala grunder på ett sätt som stater i de andra modellerna gör. Staten är totalitär, så även i sin kulturpolitik, den äger hela produktionskedjan för konsten och stöttar enbart konst som möter statens politiska mål.[4]

| Modell            | Modelland           | Policymål            | Finansiering                          |
| ----------------- | ------------------- | -------------------- | ------------------------------------- |
| Tillrättaläggaren | USA                 | bredd, mångfald      | skattereducering                      |
| Mecenaten         | Storbritannien      | ”den bästa konsten”  | konstråd i form av ett armlängdsorgan |
| Arkitekten        | Frankrike (Sverige) | välfärd              | kulturminister (kulturdepartement)    |
| Ingenjören        | F.d. Sovjetunionen  | politiskt utbildande | ägande av hela produktionskedjan.     |